# 東聖蓋博 (加利福尼亞州)
東聖蓋博（英語：East San Gabriel）是位於美國加利福尼亞州洛杉磯縣的一個人口普查指定地區。

## 地理
東聖蓋博的座標為34°07′09″N 118°04′55″W / 34.11917°N 118.08194°W，而該地最高點為海拔高度115米（即377英尺）。

## 人口
根據2010年美國人口普查的數據，東聖蓋博的面積為4.079平方千米，當中陸地面積為4.044平方千米，而水域面積為0.035平方千米。當地共有人口14874人，而人口密度為每平方千米3,646人。